# Amintas Piedade
Amintas Piedade competiu nos Jogos Paralímpicos de verão de Stoke Mandeville em 1984 e Jogos Paralímpicos de Verão de Seoul de 1988 representando o Brasil. Competiu pela categoria 1C.
Obteve quatro medalhas nas paralimpíadas de 1984; dois ouros, em Arremesso de peso e Lançamento de dardo; e duas pratas, no lançamento de disco e no Slalom.